# Цкипури, Юрий Иванович
Юрий Иванович Цкипури (род. 29 апреля 1950, Артём, Приморский край) — российский государственный и политический деятель, глава муниципального образования (мэр) города Тулы с 29 сентября 2014 года по 19 сентября 2019 года. Заслуженный врач России. Доктор медицинских наук, профессор. Руководитель Института городских специалистов, заведующий кафедрой функциональной и инструментальной диагностики ФУВ Российского государственного медицинского университета, декан Учебного центра послевузовского образования врачей Тульской области. Член президиума Диагностической медицинской ассоциации России, руководитель тульской региональной организации «Лига здоровья нации». Почётный гражданин Тулы.

## Биография
Родился в Приморском крае в городе Артём. В 1974 году окончил лечебный факультет Воронежского государственного медицинского института. В 1983 году Цкипури стал главным кардиологом города Тулы. В 1987 году он инициировал строительство, а через год открыл и возглавил один из первых в стране региональный многопрофильный диагностический центр. В 1990 году Юрий Иванович стал первым президентом Всесоюзной (с 1993 года — Всероссийской) медицинской диагностической ассоциации, объединяющей коллективы врачей более 50 диагностических центров и служб страны.
С 1995 года возглавлял самую крупную в городе Туле клиническую больницу № 1. В 1998 году ему присвоено звание «Заслуженный врач РФ». В 2001 году он открыл городской нейрососудистый центр с блоком интенсивной терапии и реанимации, оснащённым современной медицинской техникой и предназначенным для лечения больных с острым нарушением мозгового кровообращения.
В 2004 году Юрий Иванович был награждён юбилейной медалью Федерации независимых профсоюзов России «100 лет профсоюзам России», в 2005 году — Почётным знаком Управы города Тулы «За заслуги перед городом» I степени, в 2006 году — знаком отличия «Парламент России» и Почетной грамотой Министерства здравоохранения и социального развития Российской Федерации, в 2008 году — дипломом Академии медико-технических наук и избран действительным членом — академиком Академии проблем безопасности, обороны и правопорядка, неоднократно награждался почётными грамотами и благодарностями администрации Тульской области и города Тулы, областной и городской Думы, органов управления здравоохранения всех уровней.
В 2004 году за выдающиеся заслуги в развитии здравоохранения его имя было внесено в энциклопедию «Лучшие люди России». В 2006 году Юрий Иванович был включен во Всероссийское издание «Золотая книга России», а в 2009 году номинирован для включения во Всероссийское издание «Люди мира».
За успехи в развитии новейших медицинских и организационных технологий руководимое Юрием Ивановичем ЦКИПУРИ муниципальное учреждение здравоохранения «Городская больница № 1 города Тулы» в 2009 году включено в Федеральный справочник «Здравоохранение России». В 2011 году Юрию Ивановичу Цкипури присвоено высокое звание «Почетный гражданин города-героя Тулы».
В 2000-е годы стал много участвовать в политической жизни города, избирался депутатом Тульской областной Думы. С 2011 по 2012 год возглавлял Министерство здравоохранения Тульской области. 29 сентября 2014 года на первом заседании Тульской городской Думы большинством голосов был выбран мэром Тулы. 19 сентября 2019 года заявил о своей досрочной отставке из-за избрания депутатом Тульской областной думы.
В декабре 2024 года Юрий Цкипури возглавил Общественную палату Тульской области.